# Candelario Huízar
Candelario Huízar (født 2. februar 1883 i Jérez, Zacatecas, Mexico - død 3. maj 1970 i Mexico City, Mexico) var en mexicansk komponist, violinist og valdhornist.
Huízar studerede musik og violin i sin fødeby Jérez, og kom til Mexico City i 1917, og fortsatte sine studier på National Conservatory of Mexico.
Han har skrevet 4 symfonier, orkesterværker, strygerkvartetter, sonater, og masser af sange.
Han var valdhornist i Mexico Symphony Orchestra (1929-1937). Candelario Huízar fik i 1951 den mexikanske National Prize for Arts and Sciences indenfor Fine arts. Huizar hører sammen med Carlos Chavez, Julian Carrillo og Silvestre Revueltas til de vigtigste mexicanske komponister i det 20. århundrede.

## Udvalgte værker
- Symfoni nr. 1 (1930) - for orkester
- Symfoni nr. 2 "Oxpanixtl" (1936) - for orkester
- Symfoni nr. 3 (1938) - for orkester
- Symfoni nr. 4 "Hjerte" (1942) - for orkester
- "Billeder" (1929) – (Symfonisk digtning) - for orkester
- "Concerto Grosso" (1937) - for orkester
- "Rille" (1935) – (Symfonisk digtning) - for orkester
- Sonate (1931) - for klarinet og fagot